# Sonik Kicks
| Совокупная оценка | Совокупная оценка |
| Источник          | Оценка            |
| ----------------- | ----------------- |
| Metacritic        | 77/100            |
| Оценки критиков   |                   |
| Источник          | Оценка            |
| Allmusic          | [ 3 ]             |
| The A.V. Club     | B-                |
| The Guardian      | [ 5 ]             |
| NME               | 8/10              |
| Pitchfork         | 6.5/10            |
| PopMatters        | 8/10              |

Sonik Kicks — одиннадцатый студийный альбом британского рок-музыканта Пола Уэллера (бывшего фронтмена рок-групп The Jam и The Style Council), вышедший 19 марта 2012 года на лейбле Island/UMG в Евросоюзе и в США на Yep Roc.
Альбом дебютировал на 1 месте в официальном хит-параде Великобритании и получил серебряную сертификацию.

## Об альбоме
Альбом получил положительные отзывы музыкальных критиков и интернет-изданий.
В агрегаторе Metacritic, устанавливающем в среднем оценку до ста, основанную на профессиональных рецензиях, альбом получил 77 балла на основе 24 полученных рецензий, что означает «получил в целом положительные отзывы от критиков».
В марте 2012 года он дебютировал на 1 месте в официальном хит-параде Великобритании, лишь на 250 копий опередив оставшийся на втором месте альбом Nothing But the Beat (David Guetta).

## Список композиций
Стандартное издание
1. «Green» (Пол Уэллер, Dine) — 3:03
2. «The Attic» (Weller, Dine) — 2:15
3. «Kling I Klang» (Weller, Dine) — 3:14
4. «Sleep of the Serene» (Weller, Ibrahim, Rees) — 2:00
5. «By The Waters» (Weller, Ibrahim) — 3:29
6. «That Dangerous Age» (Weller, Dine) — 2:30
7. «Study in Blue» (Weller, Dine) — 6:37
8. «Dragonfly» (Paul Weller, Jasmine Weller, Dine) — 3:41
9. «When Your Garden’s Overgrown» (Weller, Dine) — 3:11
10. «Around The Lake» (Weller, Dine) — 2:11
11. «Twilight» (Weller, Cradock) — 0:20
12. «Drifters» (Weller, Cradock, Dine) — 3:07
13. «Paperchase» (Weller, Dine) — 5:01
14. «Be Happy Children» (Weller, Dine) — 2:45

Бонусные треки (делюксовое издание)
1. «Starlite» (Weller, Dine) — 3:41
2. «Devotion» (Weller) — 4:01

## Позиции в чартах
| Чарт (2012)                     | Высшая позиция |
| ------------------------------- | -------------- |
| Austrian Albums Chart           | 74             |
| Belgian Albums Chart (Flanders) | 33             |
| Belgian Albums Chart (Wallonia) | 81             |
| Dutch Albums Chart              | 60             |
| Scottish Albums Chart           | 3              |
| Spanish Albums Chart            | 50             |
| UK Albums Chart                 | 1              |
| US Billboard 200                | 166            |